# Matt Hendricks
Matt Hendricks (né le 17 juin 1981 à Blaine, Minnesota aux États-Unis) est un joueur professionnel américain de hockey sur glace. Il évolue au poste d'attaquant.

## Biographie

### Carrière en club
Joueur ayant joué quatre saisons avec les Huskies de St. Cloud State avant de devenir professionnel. Il évolue trois saisons complètes dans la Ligue américaine de hockey avant d'avoir finalement l'occasion de jouer dans la Ligue nationale de hockey. C'est en 2008-2009 où il joue quatre parties avec l'Avalanche du Colorado. En 2006-2007, il aida les Bears de Hershey à atteindre la finale de la Coupe Calder. Par contre, ce sont les Bulldogs de Hamilton qui mettent la main sur le précieux trophée.
En 2009-2010, il commence la saison au Colorado et la saison suivante, il rejoint les Capitals de Washington comme agent libre. Il joue trois saisons avec les Capitals avant de signer en 2013 un contrat de quatre ans avec les Predators de Nashville, équipe qui l'avait repêché en 2000.
Il ne joue pas une saison complète avec les Predators puisque le 15 janvier 2014, il est échangé aux Oilers d'Edmonton en retour du gardien de but Devan Dubnyk.
Après avoir été échangé par les Jets de Winnipeg pour la saison 2018-2019 au Wild du Minnesota, l'équipe des Jets récupère Matt Hendricks le 25 février 2019, dans un mouvement envoyant un choix de septième ronde au repêchage 2020 de la LNH chez les Wild .

### En équipe nationale
Il représente les États-Unis au niveau international. Il a pris part au championnat du monde en 2015 et en 2016, et a été nommé capitaine de la sélection américaine lors de ces deux éditions.

## Statistiques

### En club
| Saison     | Équipe                     | Ligue      |     | Saison régulière | Saison régulière | Saison régulière | Saison régulière | Saison régulière |   | Séries éliminatoires | Séries éliminatoires | Séries éliminatoires | Séries éliminatoires | Séries éliminatoires |
| Saison     | Équipe                     | Ligue      | PJ  | B                | A                | Pts              | Pun              | PJ               | B | A                    | Pts                  | Pun                  |                      |                      |
| 1998-1999  | Bengals de Blaine          | HS         | 22  | 23               | 34               | 57               | 42               | -                | - | -                    | -                    | -                    |                      |                      |
| 1999-2000  | Bengals de Blaine          | HS         | 21  | 23               | 30               | 53               | 28               | -                | - | -                    | -                    | -                    |                      |                      |
| 2000-2001  | Huskies de St. Cloud State | NCAA       | 36  | 3                | 9                | 12               | 23               | -                | - | -                    | -                    | -                    |                      |                      |
| 2001-2002  | Huskies de St. Cloud State | NCAA       | 42  | 19               | 20               | 39               | 74               | -                | - | -                    | -                    | -                    |                      |                      |
| 2002-2003  | Huskies de St. Cloud State | NCAA       | 37  | 18               | 18               | 36               | 64               | -                | - | -                    | -                    | -                    |                      |                      |
| 2003-2004  | Huskies de St. Cloud State | NCAA       | 37  | 14               | 11               | 25               | 32               | -                | - | -                    | -                    | -                    |                      |                      |
| 2003-2004  | Admirals de Milwaukee      | LAH        | 1   | 0                | 0                | 0                | 2                | -                | - | -                    | -                    | -                    |                      |                      |
| 2004-2005  | Everblades de la Floride   | ECHL       | 54  | 24               | 26               | 50               | 94               | 4                | 0 | 0                    | 0                    | 4                    |                      |                      |
| 2004-2005  | Lock Monsters de Lowell    | LAH        | 15  | 1                | 2                | 3                | 10               | -                | - | -                    | -                    | -                    |                      |                      |
| 2005-2006  | Americans de Rochester     | LAH        | 56  | 13               | 14               | 27               | 84               | -                | - | -                    | -                    | -                    |                      |                      |
| 2006-2007  | Bears de Hershey           | LAH        | 65  | 18               | 26               | 44               | 105              | 19               | 8 | 4                    | 12                   | 18                   |                      |                      |
| 2007-2008  | Bruins de Providence       | LAH        | 67  | 22               | 30               | 52               | 121              | 10               | 0 | 3                    | 3                    | 6                    |                      |                      |
| 2008-2009  | Monsters du lac Érié       | LAH        | 43  | 14               | 15               | 29               | 71               | -                | - | -                    | -                    | -                    |                      |                      |
| 2008-2009  | Avalanche du Colorado      | LNH        | 4   | 0                | 0                | 0                | 13               | -                | - | -                    | -                    | -                    |                      |                      |
| 2009-2010  | Avalanche du Colorado      | LNH        | 56  | 9                | 7                | 16               | 74               | 6                | 0 | 0                    | 0                    | 0                    |                      |                      |
| 2010-2011  | Capitals de Washington     | LNH        | 77  | 9                | 16               | 25               | 110              | 7                | 0 | 0                    | 0                    | 4                    |                      |                      |
| 2011-2012  | Capitals de Washington     | LNH        | 78  | 4                | 5                | 9                | 95               | 14               | 1 | 1                    | 2                    | 6                    |                      |                      |
| 2012-2013  | Capitals de Washington     | LNH        | 48  | 5                | 3                | 8                | 73               | 7                | 0 | 0                    | 0                    | 0                    |                      |                      |
| 2013-2014  | Predators de Nashville     | LNH        | 44  | 2                | 2                | 4                | 54               | -                | - | -                    | -                    | -                    |                      |                      |
| 2013-2014  | Oilers d'Edmonton          | LNH        | 33  | 3                | 0                | 3                | 58               | -                | - | -                    | -                    | -                    |                      |                      |
| 2014-2015  | Oilers d'Edmonton          | LNH        | 71  | 8                | 8                | 16               | 76               | -                | - | -                    | -                    | -                    |                      |                      |
| 2015-2016  | Oilers d'Edmonton          | LNH        | 68  | 5                | 7                | 12               | 82               | -                | - | -                    | -                    | -                    |                      |                      |
| 2016-2017  | Oilers d'Edmonton          | LNH        | 42  | 4                | 3                | 7                | 29               | -                | - | -                    | -                    | -                    |                      |                      |
| 2017-2018  | Jets de Winnipeg           | LNH        | 60  | 5                | 8                | 13               | 39               | 5                | 0 | 0                    | 0                    | 4                    |                      |                      |
| 2018-2019  | Wild du Minnesota          | LNH        | 22  | 0                | 2                | 2                | 19               | -                | - | -                    | -                    | -                    |                      |                      |
| 2018-2019  | Jets de Winnipeg           | LNH        | 4   | 0                | 1                | 1                | 0                | -                | - | -                    | -                    | -                    |                      |                      |
| Totaux LNH | Totaux LNH                 | Totaux LNH | 607 | 54               | 62               | 116              | 722              | 39               | 1 | 1                    | 2                    | 14                   |                      |                      |

### En équipe nationale
| Année | Équipe     | Compétition          |    | PJ | B | A | Pts | Pun                |  | Résultat |
| 2015  | États-Unis | Championnat du monde | 10 | 2  | 1 | 3 | 18  | Médaille de bronze |  |          |
| 2016  | États-Unis | Championnat du monde | 10 | 0  | 1 | 1 | 6   | 4e place           |  |          |

## Transactions en carrière
- 9 juillet 2007 : signe un contrat comme agent libre avec les Bruins de Boston.
- 24 juin 2008 : échangé à l'Avalanche du Colorado par les Bruins de Boston en retour de Johnny Boychuk.
- 27 septembre 2010 : signe un contrat comme agent libre avec les Capitals de Washington.
- 5 juillet 2013 : signe un contrat comme agent libre avec les Predators de Nashville.
- 15 janvier 2014 : échangé aux Oilers d'Edmonton par les Predators de Nashville en retour de Devan Dubnyk.